# Migné
Migné település Franciaországban, Indre megyében. Lakosainak száma 228 fő (2022. január 1.). Migné Chitray, Ciron, Méobecq, Mézières-en-Brenne, Nuret-le-Ferron, Rosnay, Saint-Michel-en-Brenne és Vendœuvres községekkel határos.

## Népesség
A település népességének változása:
| Lakosok száma | 506  | 330  | 321  | 278  | 287  | 278  | 275  | 274  | 259  | 228  |
|               | 1968 | 1982 | 1990 | 2006 | 2013 | 2015 | 2017 | 2019 | 2020 | 2022 |